# Лаахское аббатство

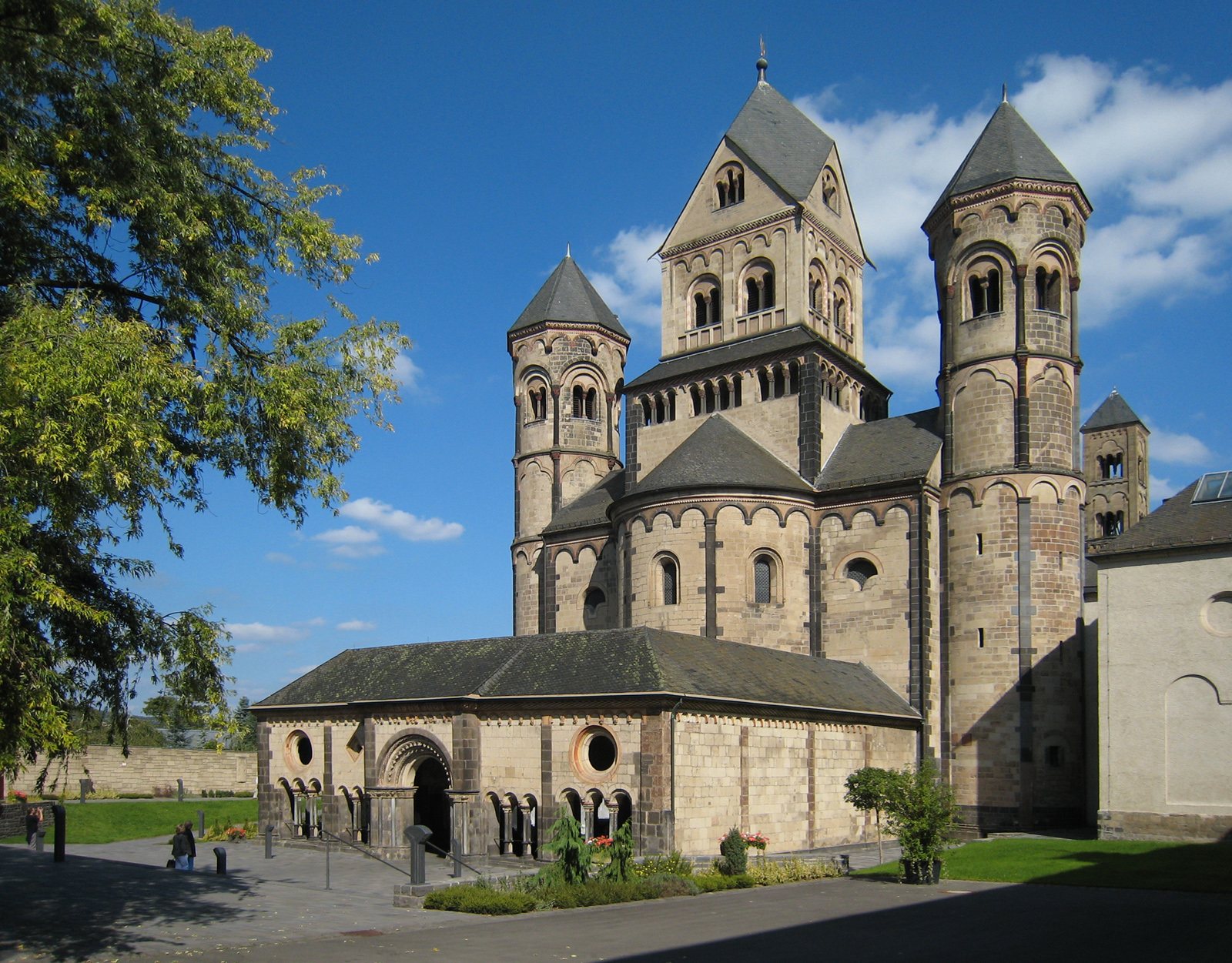
Лаахское аббатство; на переднем плане виден парадиз

Лаахское аббатство Святой Марии (нем. Abtei Maria Laach, лат. Abbatia Mariae Lacensis или Abbatia Mariae ad Lacum) — средневековый немецкий монастырь, находящийся на юго-западном берегу Лаахского озера, в горах Айфель. Монастырь был заложен в 1093 году пфальцграфом Генрихом Лаахским и его женой Адельгейдой Веймар-Орламюндеской, а его строительство окончилось в 1216 году. Современное название он получил в 1863 году.
Монастырский шестибашенный собор, Laacher Münster, представляет собой сводчатую базилику с внутренним садом перед западным порталом, так называемым парадизом (единственным к северу от Альп), и клуатром начала XIII века, отреставрированным в 1859 году. Он является одним из самых красивых памятников романского зодчества времени Салической династии.
В 1926 году папа Пий XI присвоил храму титул «Базилика минор» (Basilica minor).
Аббатство принадлежит ордену бенедиктинцев. В их владении находятся сельскохозяйственные угодья, возделываемые по принципу экологического хозяйства (полученный урожай продается в местном магазине), Лаахское озеро с туристическими сервисами (кемпинг, прокат лодок, рыбная ловля), отель на берегу озера, садовое хозяйство, небольшой зоопарк, издательство с книжным магазином, ремесленные мастерские с возможностью обучения желающих (например, бронзовое литье, художественная ковка, гончарное и столярное дело, электротехника; ведётся и обучение сельскому хозяйству).

## История

### Средневековье

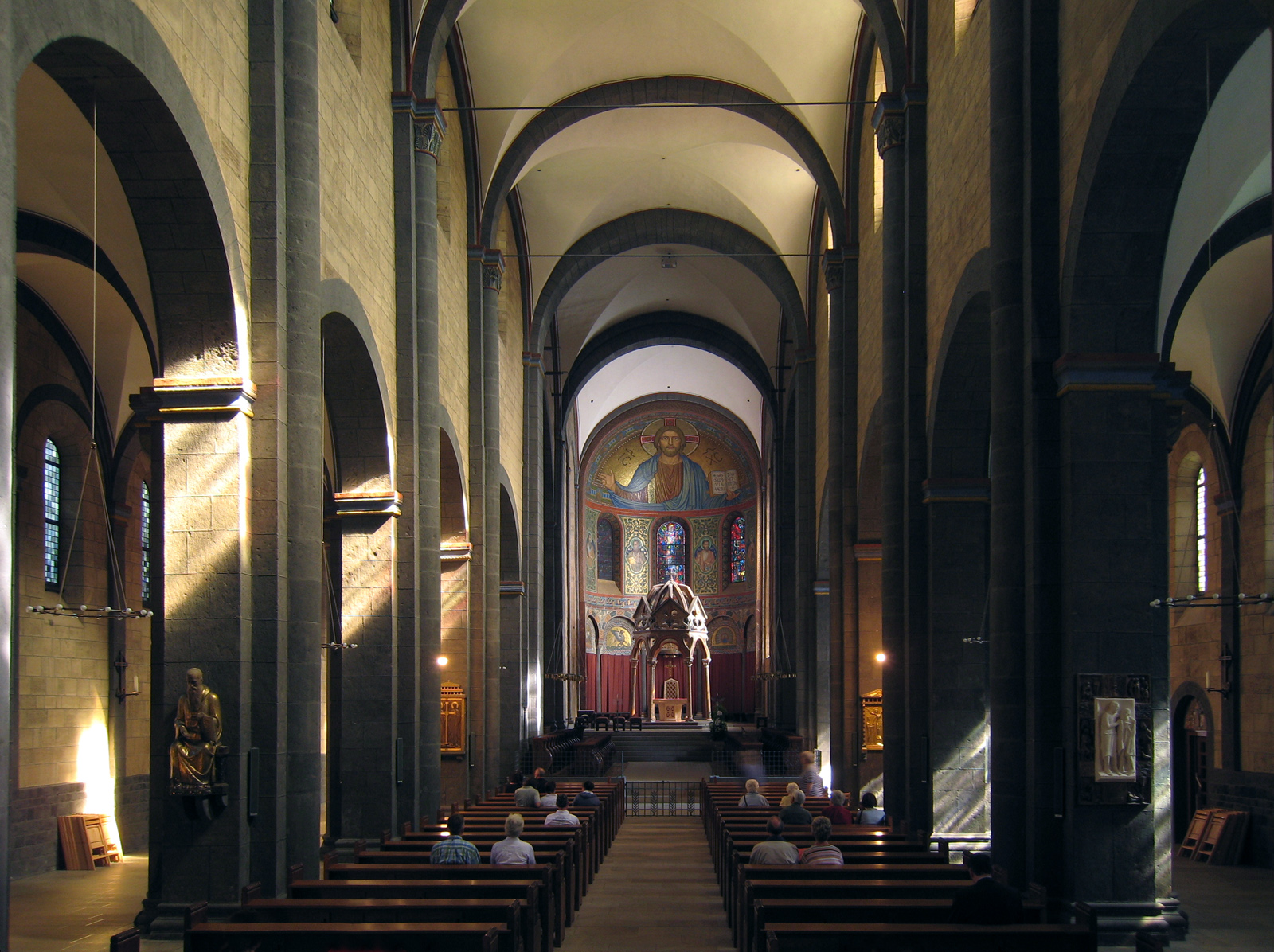
Интерьер собора, 2007

Основателем аббатства был первый пфальцграф Рейнский Генрих II Лаахский, единственный носитель прозвища «Лаахский», который он получил благодаря построенному им замку на восточном берегу Лаахского озера. Он принёс обет воздвигнуть на противоположном берегу озера монастырь в надежде излечиться от бесплодия, а также для спасения душ и упокоения тел его супруги и самого пфальцграфа. Место было выбрано благодаря доступности и находящемуся рядом ручью Беллербах (нем. Beller Bach) со свежей водой. Монастырь был заложен Генрихом II совместно с его женой Адельхайд в 1093 году и посвящён Деве Марии и Николаю Чудотворцу. Он получил имя «Abbatia ad Lacum» (с лат. — «аббатство у озера»), по-немецки «Abtei Laach». Название озера, местности и монастыря — Laach — происходит от древневерхненемецкого слова lacha, а то, в свою очередь, от латинского lacus (озеро).

«Во имя святой неразделённой Троицы. Я, Генрих, Божьей милостью пфальцграф Рейнский и господин фон Лаах… сообщаю: поскольку я бездетен, при согласии и участии моей супруги Адельхайд ради спасения моей души и достижения вечной жизни я основал на унаследованных от отца землях, именно в Лаах, во славу святой Богоматери Марии и святого Николая монастырь, как место проживания для тех, кто следует монастырскому уставу. В присутствии и по свидетельству господина Хайльберта, досточтимого архиепископа Трирского, я приготовил монастырю вместе с тем дар из своих имений…»
Кроме земельных угодий «при Лаах», южной части озера и прилегающих лесов, Генрих дал монастырю Круфт (с церковью), Алькен, Бендорф, Белль, Риден и Вилленберг. Первые монахи и строители пришли из находившегося неподалёку от Трира аббатства святого Максимина. Уже в 1093 году были заложены фундаменты для крипты, нефа, средокрестной башни, западной и восточной частей храма — практически готовая основа для фундамента здания, не считая парадиза, который был спроектирован и пристроен позднее. К моменту смерти Генриха II в замке Лаах 23 октября 1095 года (по ошибочной интерпретации некоторых источников — 12 апреля 1095 года) высота стен насчитывала уже более трёх метров; медленнее всего работы велись над нефом, а быстрее всего — над восточным хором, где стены достигали семи метров в высоту. Вдова Генриха Адельхайд продолжала работы, но они прекратились после её смерти 28 марта 1100 года в Эхтернахе, через который она проезжала, направляясь в паломничество в Рим. К этому времени уже был готов восточный трансепт, за исключением свода, который заменяла временная плоская крыша; он служил монахам помещением для богослужения.
В 1112 году наследник Генриха пфальцграф Зигфрид Балленштедтский внёс новые средства на строительство собора, приказал продолжить работы и подарил монастырь аббатству Аффлигем в ландграфстве Брабант, которому, таким образом, Лаах первоначально принадлежал как приорат. С 1127 года монастырь возглавлял Гильберт фон Аффлигем, первоначально как приор, а с 1138 года как аббат. С ним в Лаах пришли ещё 40 монахов. Начали расти и владения монастыря на Рейне, Мозеле и в Айфеле. После окончания строительства самих монастырских построек был завершен и собор, в котором окончились работы над вестверком, криптой и нефом. В 1139 году граф Герхард II фон Хохштаден, племянник основателя монастыря, даровал монастырю северную часть озера вместе с местностью Вассенах.
В 1138 году Лаах стал самостоятельным аббатством; 6 августа 1152 года умер Гильберт. При его преемнике, аббате Фульберте (1152—1177), трирский архиепископ Хиллин фон Фаллеманин 24 августа 1156 года освятил крипту, неф и западный хор. В западных башнях не хватало двух верхних этажей и стропил, не была завершена и юго-восточная башня; их защищала от непогоды временная крыша. Основателями вестверка стали Иоганн и Матильда фон Эбернах, увековеченные на одном из окон собора. Около 1177 года были завершены восточный хор, боковые башни восточного купола и западная галерея, при строительстве которых большую роль сыграла денежная поддержка от графини Хедвиги фон Аре.
Результаты дендрохронологического анализа 1979 года показали, что в 1164 году, во время служения аббата Фульберта, прошли сильные осадки, и это позволяет предположить, что именно он распорядился построить штольню длиной 880 метров, призванную отводить воду из Лаахского озера, не имевшего стоков. Сейчас существует также другая версия, согласно которой штольня была построена римлянами; она основана на обнаруженных на высоте монастыря остатках римского поселения и на технических особенностях самой штольни.
При аббатах Альберте (1199—1216) и Грегори (1216—1235) была закончена западная часть храма. В 1220—1230 гг. была возведена часовня святого Николая, существующая и по сей день, затем с запада был пристроен портал-нартекс с колоннами, так называемый «парадиз». Вместе с внешней стеной храма он окружает с четырёх сторон открытое пространство, напоминающее квадратный атриум. Однако, в отличие от атриума, оно имеет также украшенные колоннами окна в северной и западной стенах, и лишь южная стена — сплошная; это вызвано тем, что до 1855 года к ней примыкала келья настоятеля с затвором, куда не разрешалось заглядывать.
Огражденное парадизом пространство использовалось как сад, хотя не имело четко выраженного входа, и садовник был вынужден перелезать через невысокую внутреннюю ограду. В последующие века к нему был пристроен дополнительный этаж с фахверковым фронтоном для размещения гостей, согласно плану святого Галла. Кроме того, с южной стороны к парадизу был пристроен флигель, также с дополнительным этажом. Таким образом, с верхнего этажа южной части парадиза можно было попасть прямо в келью настоятеля, которая примыкала непосредственно к южной башне. На верхнем этаже находилось около двенадцати комнат и коридор в южной части. Самое старое из известных его изображений принадлежит перу валлонского художника Ренье Ройдкина и было создано в 1725 году. В первой трети XIX века (до 1830 года) верхний этаж вместе с постройкой были снесены. В районе 1230—1250 гг. был создан свод среднего нефа, опирающийся на деревянные перекрытия. В дальнейшем в монастыре возникла знаменитая школа письма и живописи, в которой был в том числе создан «Laacher Sanktuar» (богатейшее собрание евхаристических молитв и песнопений, в том числе антифонных), находящийся в настоящее время в библиотеке Дармштадта.
После тяжелого периода 1247—1256 гг. (три аббата подряд покинули свой пост раньше времени) монастырь был частично перестроен в готическом стиле при одиннадцатом аббате, Дитрихе II фон Лемене. Он же радикально переменил жизнь монастыря, приобретал новые имения, дворы, виноградники и реликвии, и жившие позднее историки Лаах называли его «вторым основателем монастыря». Согласно Catalogus abbatum Lacensium он управлял монастырем 42 года и затем оставил эту должность, согласно Germania Sacra 31 — Die Benediktinerabtei Laach — 39 лет (S. 101, 358). При аббате Куно фон Лёснихе (1295—1328) монастырь переживает духовный расцвет, вплоть до 1355 года ведутся работы по оформлению крыши в готическом стиле, и в течение последующих 150 лет монастырь процветал.
После Констанцского собора в бенедиктинском ордене все активнее стали осуществляться реформы. Трирский архиепископ Иоганн II Баденский способствовал присоединению бенедиктинских монастырей к движению за реформу ордена (бурсфельдской конгрегации). В 1469 году он послал в Лаах приора Иоганна Фарта фон Дайдесхайма из трирского аббатства святого Максимина (по другим источникам, из трирского монастыря святой Марии у мучеников) в качестве аббата для проведения реформы. Таким образом он победил в борьбе с кёльнским архиепископом Рупрехтом Пфальцским, намечавшего на эту должность своего кандидата. При Иоганне IV Фарте аббатство окончательно поддержало реформу, которую ввел его предшественник Иоганн III Ройбер. При аббате Симоне фон дер Лайен (Симон де Петра, 1491—1512) и его преемниках, Петере Мехе фон Ремаген (1530—1552) и Иоганне V Августине Маххаузене из Кобленца (1552—1568), монастырь стал одним из центров монашеского гуманизма, не в последнюю очередь благодаря своей обширной библиотеке.

### Новое время

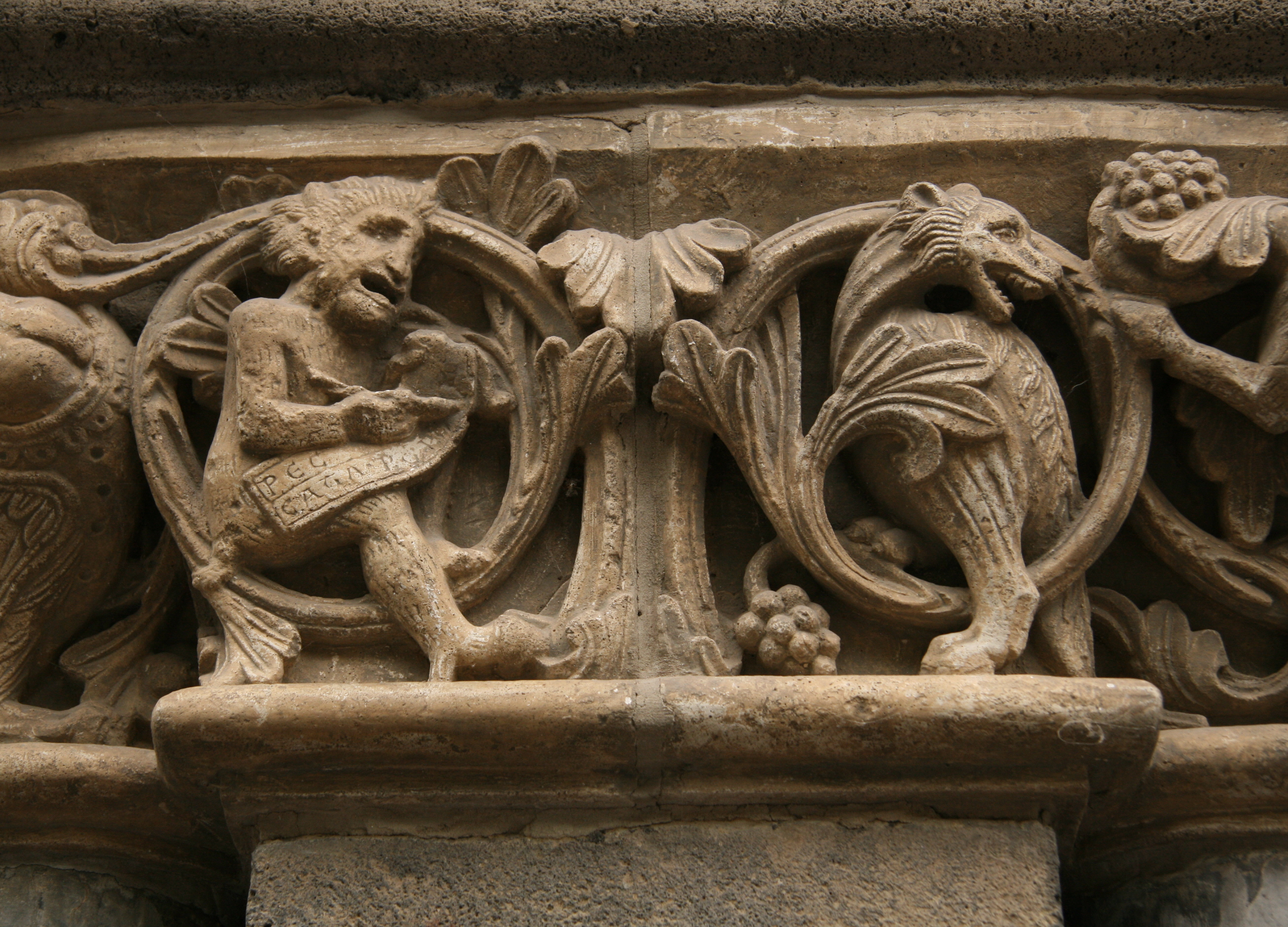
Фрагмент рельефа

В конце XVII и на протяжении XVIII века монастырь и собор были частично перестроены в стиле барокко, в том числе при тридцать третьем аббате Плацидусе Кессенихе (1662—1698), при Йозефе Денсе (1698—1711) были созданы новые хоры, при Михаэле Годарте (1711—1718) библиотека, при Клеменсе Аахе (1718—1731) новая кафедра. В аббатстве появлялись новые барочные постройки.
27 сентября 1801 года аббатство было лишено французскими оккупационными властями своих имущественных прав, а 6 августа (по некоторым источникам — 2 августа) 1802 года перешло под управление Франции согласно эдикту Наполеона о секуляризации от 9 июня 1802 года. На следующий день после эдикта, 10 июня, умер ещё не посвящённый в сан Томас Купп, сорок первый и последний аббат Лаах, преемник умершего годом раньше Йозефа Мойрера (1766—1801). В дни гонений на католическую церковь, спустя 650 лет со дня смерти Гильберта, монастырь святой Марии при Лаах, в котором оставалось всего 17 монахов, остался без главы. Недвижимое имущество монастыря было передано в государственную собственность Франции; движимое же было собрано в зале для собраний и трапезной, педантично занесено в списки французскими комиссарами и также перешло в государственную (и частично — частную) собственность. В последующие годы все имущество было продано с торгов в Кобленце, главном городе Рейн-Мозельского департамента, и принесло французскому правительству немалые доходы, поскольку включало в себя богатые земельные владения, в том числе мозельские виноградники. Монастырь, по замыслу французских властей, должен был быть преобразован в тюрьму. Нерешённый вопрос о судьбе аббатства в конечном счёте обернулся для него благом, поскольку Франция не спешила принимать решение о сносе здания.
В 1815 году аббатство было по решению Венского конгресса передано в распоряжение прусского правительства. Вскоре последовали попытки приватизации, но лишь когда Пруссия заявила о своей готовности снять аббатство с торгов, наконец определился покупатель. 24 января 1820 года бывшие монастырские постройки, озеро и угодья перешли во владение к начальнику окружного управления в Трире Даниэлю Генриху Делиусу, за сумму в 24900 талеров. Поместье, которое он там обустроил, принадлежало после его смерти (1832) до января 1863 его детям Луи и Эдуарду Делиусам и жившей с ними вместе со своей семьей Кларе фон Аммон. После пожара 1855 года, в ходе которого сгорела келья настоятеля, по их просьбе восточное крыло собора было частично перестроено кёльнским архитектором Эрнстом Фридрихом Цвирнером в неоготическом стиле. В 1863 году немецкие иезуиты приобрели бывшее аббатство, возвели там школу-коллегиум и типографию, отстроили библиотеку и развернули активную религиозную публицистику. С этого времени место, где находится монастырь, получило новое название «Maria Laach», хотя употреблялось и латинское название monasterium Sanctae Mariae ad lacum или просто Sancta Maria ad Lacum. В ходе культуркампфа в 1892 году коллегиум был закрыт, и иезуиты предложили ордену бенедиктинцев вновь принять аббатство.
Приор Виллиброрд Бенцлер из аббатства Бойрон принял предложение, после того как добился разрешения на это на личной аудиенции у императора Вильгельма II 30 августа 1892 года. Уже 28 ноября того же года он вместе с некоторыми другими монахами поселился в монастыре, временно опять ставшем приорством. 15 октября 1893 года, спустя 737 лет после первого освящения, обитель была повторно освящена в честь Девы Марии, а приор Виллиброрд Бенцлер стал его сорок вторым аббатом. Хотя собор был возвращен бенедиктинцам лишь в 1924 году, им было разрешено использовать его после того, как они заключили соглашение (simultaneum) с евангелической церковью о его совместном использовании, — впрочем, почти не применявшееся на практике.
Вильгельм II, считавшийся хозяином собора, в 1898 году воздвиг в нём новый алтарь по проекту известного берлинского архитектора Макса Шпитты (разобранный после 1945 года) и активно участвовал с 1905 года в мозаичной отделке интерьера собора. По его предписанию в конхе главной апсиды был изображен Христос Пантократор, по образцу апсиды собора Монреале.
Новые здания строились на территории монастыря и в XX веке: в 1901—1913 гг. — П. Людгером Ринклаге, в 1928-29 гг. — франкфуртским архитектором Мартином Вебером.
В 1933 году на протяжении года в монастыре скрывался под именем «брата Конрада» смещенный со своего поста национал-социалистами кёльнский обер-бургомистр, будущий федеральный канцлер ФРГ Конрад Аденауэр, которому помог настоятель монастыря, его школьный товарищ Идельфонс Хервеген. 12 апреля 1933 года в аббатстве принёс обет послушника друг Хервегена, теолог Иоганн Пинск. После Второй мировой войны он отстроил заново разрушенную при бомбардировке церковь Матери Скорбящей в Берлин-Ланквитц, в которой служил священником, по образцу Лаахского собора, при этом сделал бывший неф преддверием входа в трансепт, ставший теперь местом богослужения.
В это время монастырь насчитывает большое число братьев (182 в 1934 году), в нём основывается типография «ars liturgica». При аббате Идельфонсе Хервегене монахами активно исследуется процесс литургического богослужения. В 1948 году был создан собственный институт, посвящённый этой дисциплине.
В 1937 и 1956 гг. были начаты два крупных реставрационных проекта, призванные приблизить к первоначальному облику сначала экстерьер, а затем и интерьер Лаахского собора. В 1950-е гг. проводились работы под руководством Стефана Лойера, кёльнского профессора церковного строительства и архитектуры, ученика Доминикуса Бёма.

## Здание
Собор Марии Лаах — одно из наиболее сохранившихся и примечательных зданий в романском стиле в Германии. Это связано прежде всего с тем, что собор практически не перестраивался в более позднее время. Изменения в готическом стиле (заостренные навершия башен) и барокко (расширенные окна бокового нефа) были убраны в ходе реставрационных работ в XX веке. Несмотря на свой возраст, здание выглядит гармоничным и полностью соответствующим своему времени.
При постройке монастыря использовался так называемый план святого Галла, представленный на Ахенском синоде 816 года аббатом монастыря святого Галла Гоцбертом и Бенедиктом Анианским. Для строительства использовались коричнево-жёлтый лаахский туф, белый известняк из Лотарингии, на ранних стадиях — красный песчаник с реки Килль, затем серый туф из Вайберна, авгитовая лава из гор Айфеля. Крыши были первоначально покрыты медью, но в XIX веке она была заменена шифером.
По форме собор представляет собой базилику с колоннами, двумя хорами, тремя нефами и двумя трансептами, увенчанную шестью башнями. Над обоими трансептами высится по башне. На западе от центральной башни с колокольней находятся две более низкие круглые башни; напротив, к восьмиугольной средокрестной башне с востока примыкают две более высокие квадратные башни. Ранее она возвышалась над ними, но после реставрации ей была возвращена плоская крыша в романском стиле. Восточная часть собора была закончена в 1177 году, а западная — в 1230. Три боковые башни не имеют ничего внутри, и лишь в северо-западной находится винтовая лестница. В южной круглой башне раньше также находились колокола. Внешние стены украшены лопатками. Особенностью храма является также построенный после завершения самого здания парадиз (1225—1235). Снаружи собор украшен рельефами с мифологическими существами и растительным орнаментом.
Таким образом, Лаахский собор построен в традиции крупнейших соборов рейнских городов — Шпайера, Майнца и Вормса. Его внешний вид воплощает романскую идею «Божьей крепости», которую только усиливает сравнительно короткий неф. В структуре здания господствуют четкие и простые линии. В плане оно образует крест — символ христианства. Западная часть церкви ориентирована на заход солнца — темную сторону — и предназначалась для знати («военного сословия»), восточная — на восход, сторону света, и предназначалась для духовенства («ученого сословия»), а находящийся между ними неф был отведен для простонародья — «кормящего сословия».
Внутри базилика оформлена также весьма просто, без вычурных декораций и аркад. В начале XIII века вместо деревянного накатного потолка в среднем нефе появился каменный свод. В восточном хоре, где проводятся мессы и находятся места для певчих, располагается уникальный алтарь с киворием. Киворий представляет собой покоящийся на колоннах балдахин; он был приобретен аббатом Дитрихом II фон Леменом в 1256 году. В то время он покрывал недавно созданное надгробие основателя монастыря Генриха II фон Лаах, ранее находившееся в клуатре, поскольку неф не был закончен. Теперь же его прах был захоронен неподалёку от четвёртой с запада пары колонн нефа. Усыпальница представляла собой нишу с саркофагом, над которой находилось надгробие с великолепной фигурой Генриха, выполненной из дерева. С XVII века балдахин осеняет главный алтарь собора. При аббатах Альберте и Грегоре был создан леттнер (алтарная перегородка); в XVII веке он был разрушен, но его скульптурные детали, включая фигуру Самсона, хранятся и сейчас в музее монастыря. При аббате Теодерихе были надстроены в готическом стиле башни — их навершия стали более крутыми, и на них появились карнизы; также при нём в восточном хоре появились окна в раннеготическом стиле. Пятнадцатый аббат, Виганд фон Паннау (1335—1360), закончил надстройку башен. Во время служения двадцать второго аббата, Симона фон дер Лайена, по его настоянию был надстроен парадиз, а часть колонн расписана фресками с изображениями святых Бенедикта (основатель ордена, юго-западная колонна западного хора), Николая (один из покровителей собора, северная сторона той же колонны; на фреске изображен среди прочих аббат Симон) и Христофора (южная сторона северо-западной колонны). До XIX века включительно двойные двери парадиза были заперты. В последующие годы монастырские здания частично перестраивались.
В XVI веке в соборе насчитывалось 16 алтарей, посвящённых различным святым: один в западном хоре, восемь в нефе, два в восточном хоре, по одному в боковых апсидах трансепта, один в sacellum (святилище) в северной части трансепта и два в крипте. Находящийся в нефе рядом с могилой основателя монастыря «алтарь десяти тысяч мучеников» часто служил монахам, принявшим сан священника, для проведения первой мессы. В XVII веке эти алтари были убраны и частично заменены другими алтарями и сооружениями. Расположение и предназначение алтарей описал аббат Иоганн V Августин Маххаузен в своем сочинении Rituale Hyparchiae.
В 1662—1668 гг. при аббате Плацидусе Кессенихе (1662—1696) проходило оформление внутреннего убранства церкви в стиле барокко. По его распоряжению был опущен уровень западного хора и поднят пол нефа, чтобы переместить в западный хор гробницу Генриха II, как в более подобающее место. В дальнейшем по его приказу были расширены окна бокового нефа в барочном стиле; в XX веке им было возвращено первоначальное состояние. Его преемники Йозеф Денс (1696—1711) и Клеменс Аах (1718—1731) заменили старые хоры времен фон дер Лайена новыми и установили в соборе резную кафедру. При аббате Йозефе II Мойрере в 1775 году архитектор Иоганн Зайц, ученик Бальтазара Неймана, пристроил к монастырскому зданию «крыло Йозефа». Вместе с мансардой, построенной П. Л. Ринклаке, оно существует и по сей день. Из монастырских построек эпохи Средневековья и Ренессанса сохранилась лишь башня часовни святого Николая, построенная при аббате Грегоре; сама же часовня была снесена в 1757 году по повелению аббата Генриха III Артца, а на её месте воздвигнута новая.
В XIX веке были проведены две масштабные кампании по реставрации (в 1830-40-х и в 1880-х гг.), призванные устранить серьёзные повреждения (в частности, свода и крыши). Причинами повреждений были в том числе новый сток, построенный семейством Делиус в 1842—1844 гг. пятью метрами ниже старинной штольни Фульберта и заметно понизивший уровень воды в Лаахском озере, а также пожар 1885 года, в ходе которого выгорели фасад монастыря и келья настоятеля. Около 1830 года вернули первоначальный облик парадизу за счет сноса верхнего этажа; его следы ещё долго можно было видеть на фасаде собора.
В 1891 году аббатство закупило шесть новых колоколов у бельгийского колокольного завода Adrien Causard (Теллин); этот завод существовал вплоть до 1970-х гг., а затем был переоборудован в музей колоколов. Не считая Шпайерского собора, Лаахский собор — единственная церковь в земле Рейнланд-Пфальц, в которой представлен полный колокольный ансамбль. В 1902 году начались первые работы по восстановлению романского облика собора, и окнам бокового нефа был возвращен первозданный облик.

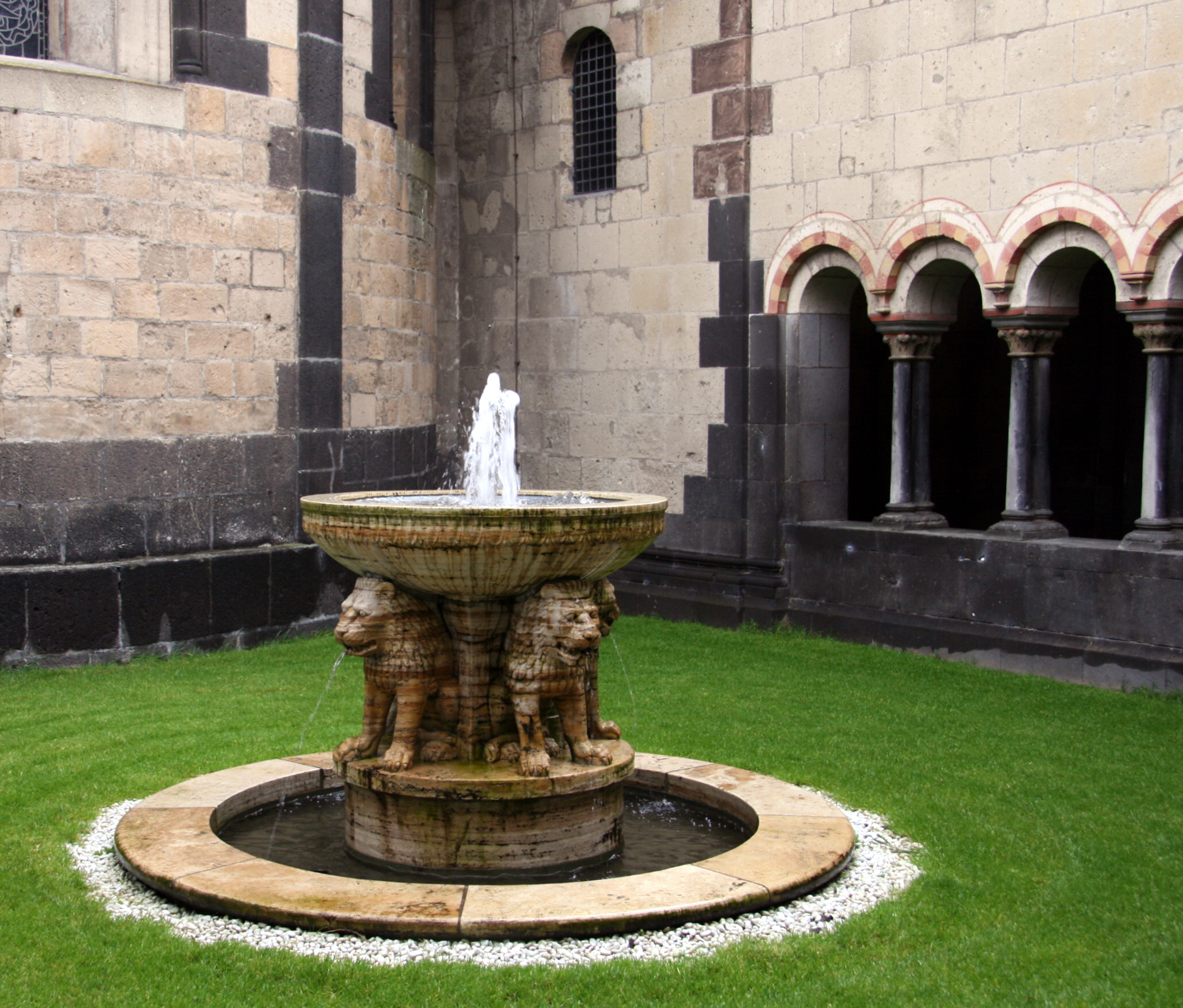
Львиный фонтан

Во время масштабных реставрационных работ 1937 года были убраны элементы поздней готики и барокко (заостренная крыша центральной башни, орнамент в виде трилистника), а также закончен Львиный фонтан в Hortus conclusus (закрытом саду) парадиза. В 1956 году, к 800-летию со дня освящения, внутреннее убранство собора также было приведено к первоначальному виду. Были заново заложены основания колонн. В 1991 году колокольный ансамбль собора был пополнен шестью новыми колоколами завода Бахерт по случаю 900-летнего юбилея со дня основания монастыря.

## Аббаты
За историю аббатства Лаах его возглавляли 40 (41) аббатов, соответственно с 1138 по 1801 (1802) год. Расхождение в оценках вызвано тем, что сорок первый аббат, Томас Купп, умер, не успев официально принять сан; начавшаяся вскоре секуляризация временно прекратила существование аббатства. Мало кто из них занимал свою должность десятилетиями; это Дитрих (Теодерих) II фон Лемен (1256—1295), служивший аббатом 39 лет и проживший ещё 12 лет после этого, его преемник Куно (1295—1328) — 33 года, Вильгельм II фон Лойтесдорф — 40 лет, Йозеф Мойрер — 35 лет. Два аббата, как седьмой аббат Дитрих (Теодерих) I Трирский (1235—1248), после окончания своей службы ушли в другие монастыри (монастырь миноритов в Андернах). Около шести аббатов ушли в отставку, один был отстранен от своей должности. Помимо первых шести аббатов, вели активное строительство Дитрих II, Виганд II фон Панау, в стиле барокко — Плацидус Кессених, Михаэль Годарт, Йозеф I Денс, Клеменс Аах.

## Герб
Герб аббатства упоминается впервые в 1636 году, хотя был вручен ему только в 1718 году. Он использовался преимущественно вместе с гербом аббата и обычно укреплялся на фронтонах и входах в монастырские здания и дворы. В правой части геральдического щита на голубом фоне был изображен серебряным или белым цветом вестверк собора (три западные башни, обычно одинаковой высоты, и атриум), в левой — на золотом фоне половина чёрного, армированного красным орла, изредка с нимбом. Позднее герб был частично переработан. Сейчас его можно увидеть над входом в парадиз, где он отражает статус собора — «Базилика минор», а также на монастырской печати (где он представлен без красок). Девиз герба гласит: «Pax in virtute» (с лат. — «мир в добродетели»).